# Dorsum
En astrogeologia, dorsum (plural dorsa; abr. DO) és una paraula llatina que significa «esquena» que la Unió Astronòmica Internacional (UAI) utilitza per indicar un tret planetari superficial consistent en una cresta relativament allargada. Per a l'assignació de noms a noves dorsa, la Unió Astronòmica Internacional segueix els següents criteris de nomenclatura, si no hi ha un altre criteri més general per al cos celeste en qüestió:
- A Mercuri: científics que han contribuït a l'estudi de Mercuri (ex.: Schiaparelli Dorsum).
- A Venus: deesses del cel (ex.: Auska Dorsum, a partir de la deessa lituana dels rajos solars).
- A Mart: porten el nom d'albedo present als mapes marcians d'Eugène Michel Antoniadi i Giovanni Virginio Schiaparelli, i que fan referència a termes de la cultura clàssica grega i romana.
- A la Lluna: reben el nom del cràter més proper i s'anomenen amb dorsum abans del nom (és a dir, Dorsum Zirkel, no Zirkel Dorsum).
- A Ida: participants en el projecte Galileo (ex.: Townsend Dorsum).
- A Eros: científics que han contribuït a l'estudi d'Eros (ex.: Hinks Dorsum).